# Sclerodattilia
Per  sclerodattilia  in campo medico, si intende una deformazione del corpo umano (a livello delle mani) conseguente a sclerodermia.

## Sintomatologia
I sintomi e i segni clinici mostrano calcificazione alle dita che rimangono in una posizione anomala (semiflesse), il polso  mostra ispessimento mentre le punte delle dita della mano interessata possono andare incontro ad ulcerazioni. Un altro sintomo associato alla condizione è l'atrofia.